# Ingo Spelly
Ingo Spelly (Lübben, RDA, 6 de noviembre de 1966) es un deportista alemán que compitió en piragüismo en la modalidad de aguas tranquilas. Hasta 1990 representó a Alemania Oriental (RDA).
Participó en dos Juegos Olímpicos de Verano en los años 1988 y 1992, obteniendo un total de tres medallas, una de oro y dos de plata. Ganó siete medallas en el Campeonato Mundial de Piragüismo entre los años 1986 y 1993.

## Palmarés internacional
| Representando a la RDA   |                        |                   |           |
| Juegos Olímpicos         |                        |                   |           |
| Año                      | Lugar                  | Medalla           | Evento    |
| 1988                     | Seúl (Corea del Sur)   | Medalla de plata  | C2 1000 m |
| Campeonato Mundial       |                        |                   |           |
| Año                      | Lugar                  | Medalla           | Evento    |
| 1986                     | Montreal (Canadá)      | Medalla de bronce | C2 500 m  |
| 1987                     | Duisburgo (RFA)        | Medalla de bronce | C2 1000 m |
| 1990                     | Poznań (Polonia)       | Medalla de plata  | C2 500 m  |
| 1990                     | Poznań (Polonia)       | Medalla de oro    | C2 1000 m |
| Representando a Alemania |                        |                   |           |
| Juegos Olímpicos         |                        |                   |           |
| Año                      | Lugar                  | Medalla           | Evento    |
| 1992                     | Barcelona (España)     | Medalla de plata  | C2 500 m  |
| 1992                     | Barcelona (España)     | Medalla de oro    | C2 1000 m |
| Campeonato Mundial       |                        |                   |           |
| Año                      | Lugar                  | Medalla           | Evento    |
| 1991                     | París (Francia)        | Medalla de oro    | C2 1000 m |
| 1991                     | París (Francia)        | Medalla de plata  | C4 1000 m |
| 1993                     | Copenhague (Dinamarca) | Medalla de bronce | C2 1000 m |